# Лівшиць Михайло Самойлович
Михайло Самойлович Лівшиць (4 липня 1917 — 30 березня 2007) — математик, доктор фізико-математичних наук, професор.

## Біографія
М. С. Лівшиць народився 4 липня 1917 року у містечку Покотилове Уманського повіту Київської губернії.
В 1938 році закінчив Одеський державний університет.
В 1945 році захистив дисертацію на здобуття наукового ступеня доктора фізико-математичних наук. В 1947 році присвоєно вчене звання професора.
В 1945—1957 роках викладав в Одеському гідрометеорологічному інституті. Одночасно був професором Одеського педагогічного інституту імені К. Д. Ушинського, в якому у 1947—1948 роках завідував кафедрою математики.
В 1957—1962 роках завідував кафедрою вищої математики Харківського гірничого інституту. В 1962—1975 роках працював професором Харківського державного університету, а у 1975—1978 роках — професором Тбіліського інституту сільськогосподарського машинобудування.
В 1978 році емігрував до Ізраїлю, де викладав в університеті Бен-Гуріона.
Помер 30 березня 2007 року в м. Беєр — Шева, Ізраїль.

## Наукова діяльність
Є засновником спектральної теорії несамоспряжених та неунітарних операторів, в основу якої було покладено поняття характеристичної функції оператора.

##### Праці
- Об одном классе линейных операторов в гильбертовом пространстве/ М. С. Лившиц. //Математический сборник. — 1946. — Т. 19 (61). — С. 239—260.
- К теории изометрических операторов с равными дефектными числами/ М. С. Лившиц.// Доклады Академии Наук СССР. — 1947. — Т. 58. — № 1. — С. 13—17.
- К теории элементарных делителей неэрмитовых операторов/ М. С. Лившиц.// Доклады Академии Наук  СССР. — 1948. — Т. 60. —  № 1. — С. 17—20.
- Изометрические операторы с равным и дефектными числами, квази — унитарные операторы/ М. С. Лившиц.// Математический сборник. — 1950. — Т. 26 (68) 2. — С.  247—264.
- Теорема умножения характеристических матриц — функций/М. С. Лившиц, В. П. Потапов.// Доклады Академии Наук  СССР. — 1950. — Т. 72. — № 4. — С. 625—628 .
- О спектральном расположении линейных несамосопряженных операторов/ М. С. Лившиц// Математический сборник. — 1954. — Том 34 (76). — № 1. — С. 145—199.
- Открытые системы как линейные автоматы/ М. С. Лившиц.//Извсетия Академии Наук СССР. Сер. Математика. — 1963. — Том 27. — Вып. 6. — С. 1215—1228.
- [Архівовано 12 лютого 2019 у Wayback Machine.] Операторы, колебания, волны. Открытые системы./М. С. Лившиц. — М.: Наука, 1966. — 300 с.
- О неунитарных представлениях групп/М. С. Лившиц.//Функциональный аналіз и его приложения. — 1969. — Том 3. — Вып. 1. — С. 62 — 70.
- Теория операторных узлов в гильбертовых пространствах/М. С. Лифшиц, А. А. Янцевич. — Харьков: ХГУ, 1971. — 160 с.